# Принцесса Элиды (пьеса)
«Принце́сса Эли́ды» (фр. La Princesse d'Élide) — балет-комедия Мольера, балет с включением пения, декламаций и диалогов.

## История создания
Впервые поставлен труппой Мольера, находящейся под опекой Филиппа Орлеанского, единственного брата короля, в Версале для короля Людовика XIV 8 мая 1664 года на дворцовом празднике в честь Анны Австрийской и Марии Терезы, как часть феерии «Развлечения волшебного острова». Представление шло на открытом воздухе в Театре в королевской аллее. Музыкальную часть постановки обеспечивал Жан-Батист Люлли, танцы поставил хореограф Пьер Бошан, над спектаклем работали также декоратор Лебрен и машинист Вигарани. Постановка для публики состоялась в театре Пале-Рояля 9 ноября 1664 г. Форма синтетического спектакля балета-комедии соответствовала вкусам того времени, это именно то, что ожидал от актёров двор, в отличие от драматических спектаклей-комедий, которые были новаторством Мольера.

## Действующие лица

### Действующие лица пролога
- Аврора
- Лисискас, ловчий
- Трое танцующих ловчих
- Трое поющих ловчих

### Действующие лица комедии
Действующие лица / Исполнитель на премьере:
- Принцесса Элиды / Арманда Мольер
- Ифитас, отец принцессы / Юбер[нем.]
- Агланта и Цинтия, двоюродные сёстры Принцессы / Дюпарк и Де Бри[англ.]
- Филида, служанка принцессы / Мадлена Бежар
- Морон, шут принцессы / Мольер
- Ликас, слуга Ифитаса
- Эвриал, принц Итаки / Лагранж
- Арбат, воспитатель принца Итаки
- Аристомен, принц Мессены
- Теокл, принц Пилы

### Действующие лица интермедий
- Первая интермедия
  - Морон
  - Охотники
  - Эхо
- Вторая интермедия
  - Филида
  - Морон
  - Поющий сатир
  - Танцующие сатиры
- Третья интермедия
  - Филида
  - Тирсис, поющий пастух
  - Морон
- Четвёртая интермедия
  - Принцесса
  - Филида
  - Климена
- Пятая интермедия
  - Поющие пастухи и пастушки
  - Танцующие пастухи и пастушки

## Краткое содержание
Гордая красавица Принцесса Элиды отказывает двум влюблённым в неё греческим принцам. Принц Итаки Эвриал решает завоевать сердце Принцессы хитростью. Он делает вид, что влюблён в кузину Принцессы. Она же, уязвлённая, ревнуя, просит отца — Правителя Элиды Ифитаса — воспрепятствовать браку. Ифитас исполняет просьбу дочери, Эвриал открывает ему свою интригу и женится на Элиде.